# Cystolepiota constricta
Cystolepiota constricta är en svampart som beskrevs av Singer 1952. Cystolepiota constricta ingår i släktet Cystolepiota och familjen Agaricaceae.   Inga underarter finns listade i Catalogue of Life.